# IFAF Europe Champions League
IFAF Liga prvaka (eng. IFAF Europe Champions League) je europsko klupsko natjecanje u američkom nogometu, a organizira ga Međunarodna federacija američkog nogometa (eng. International Federation of American Football - IFAF). Natjecanje je osnovano 2014., te je poslije BIG6 European Football League i European Football League treće po snazi europsko klupsko natjecanje. 

U prvoj sezoni (2014.) u IFAF Ligi prvaka sudjeluje trinaest klubova iz devet država raspodijeljenih u četiri skupine, prvaci kojih nastupaju na završnom turniru (final-four).

## Sudionici 2015.
- Copenhagen Towers - Kopenhagen - Gentofte
- Helsinki Roosters - Helsinki
- Argonautes d'Aix-en-Provence - Aix-en-Province
- Thonon Black Panthers - Thonon-les-Bains
- Milano Seamen - Milano
- Ljubljana Silverhawks - Ljubljana
- Belgrade Vukovi - Beograd
- L'Hospitalet Pioners - L'Hospitalet de Llobregat
- Osos Rivas - Madrid
- Carlstad Crusaders - Karlstad
- Boğaziçi Sultans - Istanbul
- London Blitz - London

### Bivši sudionici
- Cineplexx Blue Devils - Hohenems
- Elancourt Templiers - Élancourt
- Dauphins de Nice - Nica
- Parma Panthers - Parma
- Örebro Black Knights - Örebro

## Prvaci i doprvaci
| sezona | mjesto završnice | pobjednik          | rezultat | poraženi           |
| ------ | ---------------- | ------------------ | -------- | ------------------ |
| 2014.  | Élancourt        | Helsinki Roosters  | 36:29    | SBB Vukovi Beograd |
| 2015.  | Beograd          | Carlstad Crusaders | 84;49    | Belgrade Vukovi    |

## Prvaci regionalnih skupina
| sezona | Sjever             | Zapad               | Istok              | Jug                   |
| ------ | ------------------ | ------------------- | ------------------ | --------------------- |
| 2014.  | Helsinki Roosters  | Elancourt Templiers | SBB Vukovi Beograd | Thonon Black Panthers |
| 2015.  | Carlstad Crusaders | London Blitz        | Belgrade Vukovi    | Thonon Black Panthers |

## Poveznice
- službene stranice  Arhivirana inačica izvorne stranice od 2. svibnja 2014. (Wayback Machine)
- football-aktuell.de, IFAF Champions League
- BIG6 European Football League
- European Football League
- Eurobowl
- NFL Europa
- Football League of Europe
- Kup EFAF
- CEFL
- AAFL
- German Football League